# Romanillos de Atienza
Romanillos de Atienza település Spanyolországban, Guadalajara tartományban. Romanillos de Atienza Bañuelos, Arenillas, Barcones, Atienza és Miedes de Atienza községekkel határos. Lakosainak száma 33 fő (2024).

## Népesség
A település népessége az utóbbi években az alábbiak szerint változott:
| Lakosok száma | 60   | 55   | 58   | 52   | 46   | 53   | 49   | 36   | 34   | 33   |
|               | 2001 | 2004 | 2006 | 2009 | 2011 | 2014 | 2016 | 2019 | 2021 | 2024 |